# Upplands runinskrifter 304
Upplands runinskrifter 304 är en vikingatida runsten av gnejsgranit i Bensta, Skånela socken och Sigtuna kommun. Stenen var förkommen sedan 1600-talet men återfanns 1953. Den hade fallit bakåt och låg djupt nedsjunken i marken. Runstenen är 1,6 meter hög, 1,4 meter lång och 0,3 meter tjock. Runhöjden är 6-7 centimeter. Ristningsytan vetter mot öster.

## Inskriften
Translitterering av runraden:
fuluki · lit · hkua · stain · auk þaiʀ · hukʀ · baþiʀ bry[þr · e]fti(ʀ) · mana · faþur sin
Normalisering till runsvenska:
Fullugi let haggva stæin ok þæiʀ Haukʀ/Hukʀ baðiʀ brøðr æftiʀ Manna/Mana, faður sinn.
Översättning till nusvenska:
Fullhuge lät hugga stenen tillsammans med Hök(?), båda bröderna efter Manne (Måne) sin fader.